# Epthianura aurifrons
Epthianura aurifrons là một loài chim trong họ Meliphagidae.